# Mantello del cane (genetica)

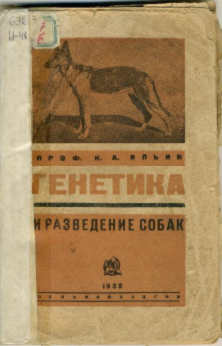
Storico testo russo di genetica del cane

Sono stati trovati 15 geni canini causa genetica del colore del mantello.
È noto che i cani hanno una vasta gamma di colori, modelli, trame e lunghezze del mantello, gamma geneticamente determinata.
Il colore del mantello del cane è governato dal modo in cui i geni vengono trasmessi dai cani ai loro cuccioli e da come questi geni vengono espressi in ciascun cane. I cani hanno circa 19.000 geni nel loro genoma ma solo una manciata influenza le variazioni fisiche dei loro mantelli. 
La maggior parte dei geni provengono in coppia, uno dalla madre del cane e l'altro da suo padre. I geni di interesse hanno più di un'espressione (o versione) di un allele. Di solito esiste solo uno, o un piccolo numero, di alleli per ciascun gene. In qualsiasi locus genico un cane sarà omozigote dove il gene è composto da due alleli identici (uno di sua madre e uno di suo padre) o eterozigote dove il gene è costituito da due diversi alleli (uno ereditato da ciascun genitore).

## Genetica del colore del mantello

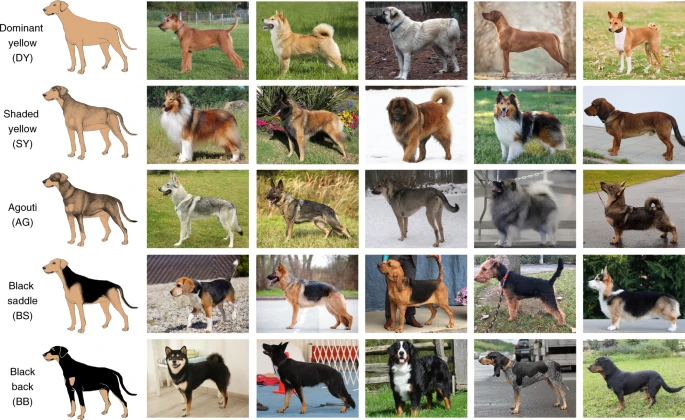
A sinistra sono mostrati i disegni dei cinque tipi di pattern, a destra le fotografie rappresentative.

Ogni follicolo pilifero è circondato da molti melanociti (cellule del pigmento), che producono e trasferiscono il pigmento melanina in un capello in via di sviluppo. Il pelo del cane è colorato da due tipi di melanina: eumelanina (marrone-nero) e feomelanina (rosso-giallo). Un melanocita può essere segnalato per produrre uno dei due colori della melanina.
I colori del mantello del cane provengono dal vario assortimento di modelli di:
- Eumelanina: pigmento nero, marrone cioccolato, grigio o tortora;
- Feomelanina: pigmento marrone chiaro, comprese tutte le sfumature di pigmento rosso, oro e crema; e/o
- Mancanza di melanina: bianco (senza pigmento).

Ciascuno di questi ha almeno due alleli conosciuti. L'insieme, di questi geni spiegano la variazione del colore del mantello osservata nei cani. Ogni gene ha una posizione univoca e fissa, nota come locus genico, all'interno del genoma del cane.